# Nemoura sichuanensis
Nemoura sichuanensis är en bäcksländeart som beskrevs av Li, W. och Ding Yang 2006. Nemoura sichuanensis ingår i släktet Nemoura och familjen kryssbäcksländor. Inga underarter finns listade i Catalogue of Life.